# رنفیلد (فیلم)
رنفیلد (به انگلیسی: Renfield) یک فیلم کمدی ترسناک خیال‌پردازی تاریک آمریکایی به کارگردانی کریس مک‌کی و نویسندگی رایان ریدلی است که بر اساس طرح اصلی رابرت کرکمن ساخته شده است. در این فیلم، نیکلاس هولت در نقش رنفیلد، سرسپردهٔ کنت دراکولا که پس از عاشق‌شدن تصمیم می‌گیرد خط کار خود را ترک کند، بازی می‌کند. نیکلاس کیج، آکوافینا، بن شوارتز، آدریان مارتینز، شهره آغداشلو، بس روس و جیمز موزس بلک در این فیلم به ایفای نقش پرداخته‌اند.
رنفیلد در ۱۴ آوریل ۲۰۲۳ توسط یونیورسال پیکچرز اکران شد. این فیلم نقدهای متفاوتی از سوی منتقدان دریافت کرد، که لحن کمدی و اجراهای بازیگران را تحسین کردند اما از فیلمنامه و داستان آن انتقاد کردند. این فیلم ۲۶ میلیون دلار در سراسر جهان فروش داشته است.

## طرح داستان
رنفیلد، لاکیِ کنت دراکولا، وقتی عاشق ربکا کوئینسی، افسر ترافیک پر جنب و جوش می‌شود، زندگی تازه‌ای پیدا می‌کند.

## بازیگران
- نیکلاس هولت در نقش رنفیلد
- نیکلاس کیج در نقش کنت دراکولا، یک خون‌آشام و رئیس رنفیلد
- آکوافینا در نقش ربکا کوئینسی، پلیس راهنمایی و رانندگی و علاقه‌مند به رنفیلد
- بن شوارتز در نقش تدی لوبو، یک اوباش
- آدریان مارتینز در نقش کریس مارکوس، پلیس راهنمایی و رانندگی
- شهره آغداشلو در نقش الا، رئیس جنایتکار
- بس روس در نقش کیتلین، یکی از اعضای گروه پشتیبانی
- جیمز موزس بلک در نقش کاپیتان جی. براونینگ
- براندون اسکات جونز

## انتشار
رنفیلد اولین نمایش جهانی خود را در جشنواره فیلم اورلوک در ۳۰ مارس ۲۰۲۳ داشت، و در ۱۴ آوریل ۲۰۲۳ توسط یونیورسال پیکچرز در سینماها اکران شد.

## بازخورد
در وبگاه جمع‌آوری نقد راتن تومیتوز، ٪۵۷ از ۲۵۸ بررسی منتقدان مثبت است و میانگینِ امتیاز آن ۵٫۸/۱۰ است. اجماع این وبگاه چنین می‌نویسد: «اگرچه رنفیلد نمی‌تواند از ستارگان پرطرفدار و طرح داستانی کشندهٔ خود به‌طور کامل بهره ببرد، اما سبک جنون‌آمیز کمدی-ترسناک آن اثر خاصی را به میزان کافی بر جای می‌گذارد.» این فیلم در متاکریتیک که از میانگین وزنی استفاده می‌کند، بر اساس نظر ۴۹ منتقدین امتیاز ۵۳ از ۱۰۰ را کسب کرده که نشان‌گر «نقدهای مختلط یا متوسط» است. تماشاگرانی که توسط سینماسکور مورد بررسی قرار گرفتند، به فیلم نمره متوسط «B–» در مقیاس A+ تا F دادند، در حالی که آنهایی که توسط پست‌ترک نظرسنجی شدند نمرهٔ مثبت ۸۶٪ را به فیلم دادند.